# Lhotice
Lhotice település Csehországban, a Třebíči járásban. Lhotice Mladoňovice, Slavíkovice és Jemnice településekkel határos. Lakosainak száma 154 fő (2024. január 1.).

## Népesség
A település lakosságának változását az alábbi diagram mutatja:
| Lakosok száma | 229  | 233  | 271  | 193  | 192  | 156  | 155  | 153  | 147  | 154  |
|               | 1869 | 1890 | 1921 | 1950 | 1980 | 2001 | 2017 | 2019 | 2022 | 2024 |